# Олбрайт (Західна Вірджинія)
Олбрайт (англ. Albright) — місто (англ. town) в США, в окрузі Престон штату Західна Вірджинія. Населення — 249 осіб (2020).

## Географія
Олбрайт розташований за координатами 39°29′41″ пн. ш. 79°38′23″ зх. д. / 39.49472° пн. ш. 79.63972° зх. д. (39.494794, -79.639792).  За даними Бюро перепису населення США в 2010 році місто мало площу 0,71 км², з яких 0,60 км² — суходіл та 0,11 км² — водойми.

## Демографія
Згідно з переписом 2010 року, у місті мешкало 299 осіб у 120 домогосподарствах у складі 79 родин. Густота населення становила 423 особи/км².  Було 128 помешкань (181/км²).
Расовий склад населення:
| - 97,3 % — білих - 1,0 % — корінних американців - 0,3 % — чорних або афроамериканців |

До двох чи більше рас належало 1,3 %. Частка іспаномовних становила 0,0 % від усіх жителів.
За віковим діапазоном населення розподілялося таким чином: 22,4 % — особи молодші 18 років, 64,6 % — особи у віці 18—64 років, 13,0 % — особи у віці 65 років та старші. Медіана віку мешканця становила 38,2 року. На 100 осіб жіночої статі у місті припадало 90,4 чоловіків;  на 100 жінок у віці від 18 років та старших — 90,2 чоловіків також старших 18 років.
Середній дохід на одне домашнє господарство  становив 33 825 доларів США (медіана — 28 438), а середній дохід на одну сім'ю — 33 503 долари (медіана — 26 442). Медіана доходів становила 30 000 доларів для чоловіків та 22 143 долари для жінок. За межею бідності перебувало 34,3 % осіб, у тому числі 31,0 % дітей у віці до 18 років та 12,5 % осіб у віці 65 років та старших.
Цивільне працевлаштоване населення становило 91 осіб. Основні галузі зайнятості: виробництво — 28,6 %, освіта, охорона здоров'я та соціальна допомога — 20,9 %, сільське господарство, лісництво, риболовля — 19,8 %.